# Димитър Домазетов (ВМОРО)
 Тази статия е за дееца на ВМОРО.  За дееца на ВМРО от Щип вижте Димитър Домазетов (ВМРО).  
Димитър Стефанов Домазетов е български революционер, дебърски войвода на Вътрешната македоно-одринска революционна организация.

## Биография
Димитър Домазетов е роден през 1865 година в стружкото село Ябланица, тогава в Османската империя. Самообразова се и през 1880 година се установява в България с братята си и работи като каменоделец. Участва в строежи във Варна и Русе. През 1895 година формира чета, за да участва в Мелнишката акция, но въстанието приключва преди да замине.
По време на Горноджумайското въстание от 1902 година е четник при полковник Анастас Янков от ВМОК, а от 1903 година е помощник-войвода при Максим Ненов. Намира смъртта си, заедно с войводата и 16 четници, при връх Чавките в планината Голак на 30 май 1903 година. Сражението е описано от секретаря на четата Димитър Арсов Митрев, учител от Лазарополе, в дневника му. Останалите живи от четата, под ръководството на Димитър Арсов, стигат до района и вземат участие в Илинденско-Преображенското въстание.